# Cathepsine

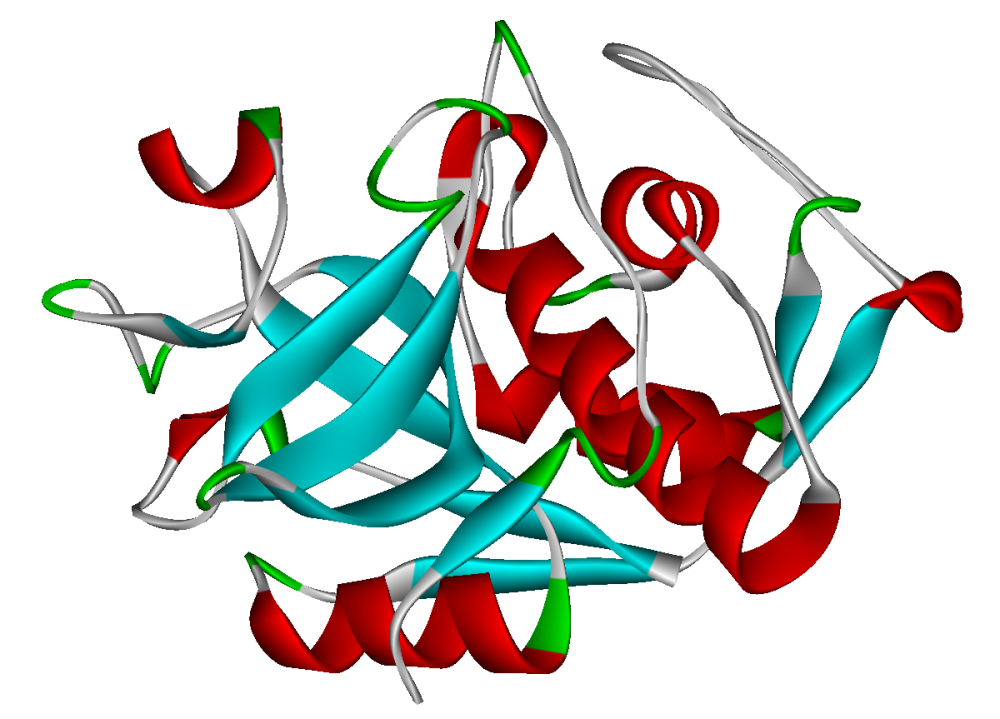
Bändermodell des Cathepsin K.

Cathepsine (auch Kat(h)epsine von altgriechisch καθεψειν ‚verdauen‘) sind Endoproteasen, die beispielsweise in Lysosomen, eosinophilen Granulozyten und Osteoklasten zu finden sind und einen hydrolytischen Abbau der extrazellulären Matrix und der Basalmembran bewirken (Proteasen sind eiweißspaltende Enzyme). Sie sind z. B. beteiligt am Abbau von Zellorganellen, etwa überalterten Mitochondrien oder kollagenhaltiger Knochenmatrix. Wahrscheinlich sind die Cathepsine auch bei der Angiogenese, das heißt der Neubildung von Blutgefäßen im Rahmen der Wundheilung und im Rahmen des invasiven Tumorwachstum, beteiligt.
Cathepsine lassen sich bei verschiedenen Tumoren wie dem Pankreaskarzinom als ungünstiger Prognosemarker nachweisen.
Es wurde 1929 von Richard Willstätter und Eugen Baumann entdeckt.

## Tabelle der Cathepsine
| Gen (HGNC) | Genlocus (human) | Protein (UniProt) | MEROPS  | Enzym (EC-Nummer) | OMIM   | Bemerkungen |
| ---------- | ---------------- | ----------------- | ------- | ----------------- | ------ | --- |
| CTSA       | 20q13.12         | P10619            | S10.002 | 3.4.16.5          | 256540 | Lysosomen; Galaktosialidose                                                                                      |
| CTSB       | 8p23.1           | P07858            | C01.060 | 3.4.22.1          | 116810 | Lysosomen |
| CTSC       | 11q14.2          | P53634            | C01.070 | 3.4.14.1          | 602365 | Lysosomen, besonders Lunge, Nieren, Plazenta; Papillon-Lefèvre-Syndrom; Haim-Munk-Syndrom; juvenile Parodontitis |
| CTSD       | 11p15.5          | P07339            | A01.009 | 3.4.23.5          | 116840 | Lysosomen; Neuronale Ceroid-Lipofuszinose Typ 10 (NCL10)                                                         |
| CTSE       | 1q32.1           | P14091            | A01.010 | 3.4.23.34         | 116890 | Endosomen, bes. Magen, Clarazellen der Lunge, aktivierte B-Lymphozyten                                           |
| CTSF       | 11q13.2          | Q9UBX1            | C01.018 | 3.4.22.41         | 603539 | Lysosomen, bes. Herz, Muskeln, Gehirn, Genitalien, Ovarien                                                       |
| CTSG       | 14q12            | P08311            | S01.133 | 3.4.21.20         | 116830 | |
| CTSH       | 15q25.1          | P09668            | C01.040 | 3.4.22.16         | 116820 | Lysosomen |
| CTSK       | 1q21             | P43235            | C01.036 | 3.4.22.38         | 601105 | Lysosomen; Pyknodysostose                                                                                        |
| CTSL1      | 9q21.33          | P07711            | C01.032 | 3.4.22.15         | 116880 | Lysosomen |
| CTSL2      | 9q22.33          | O60911            | C01.009 | 3.4.22.43         | 603308 | Lysosomen, bes. Thymus, Genitalien, Cornea                                                                       |
| CTSO       | 4q32.1           | P43234            | C01.035 | 3.4.22.42         | 600550 | Ovarien, Nieren, Plazenta                                                                                        |
| CTSS       | 1q21             | P25774            | C01.034 | 3.4.22.27         | 116845 | Lysosomen |
| CTSW       | 11q13.1          | P56202            | C01.037 | 3.4.22.-          | 602364 | Killerzellen, T-Zellen                                                                                           |
| CTSZ       | 20q13.32         | Q9UBR2            | C01.013 | 3.4.18.1          | 603169 | Lysosomen |

## Inhibitoren
Bestimmte, über Disulfid-Brücken cyclisierte Peptide weisen eine potenziell hemmende Wirkung auf die menschlichen Cathepsine L, B, H und K auf.